# Výlevný vulkanismus

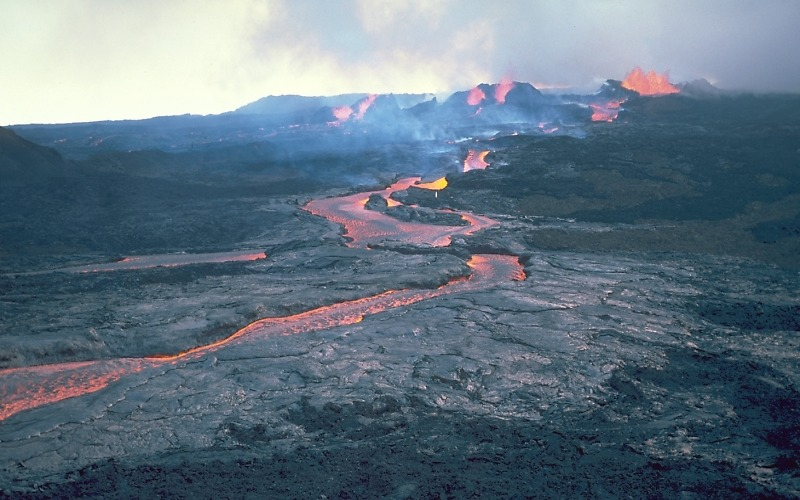
Proud lávy vytékající ze štítové sopky Mauna Loa během její erupce v roce 1984.

Výlevný vulkanismus nebo efuzivní vulkanismus je typ sopečné erupce, při které láva pouze volně vytéká z trhliny (na rozdíl od explozivní erupce). Láva má často nízkou viskozitu (díky malému obsahu SiO2) a tedy velkou tekutost, jako např. provazová láva Pahoe-hoe, která může urazit i několik desítek kilometrů lávovými kanály či po povrchu než se ochladí a ztuhne. Tento typ vulkanismu je charakteristický pro štítové sopky. Někdy láva nevytéká z kráteru sopky, ale z tektonického zlomu a vytváří lávovou tabuli či příkrov, který může mít tloušťku až několik kilometrů. 
Nebezpečí výlevného vulkanismu spočívá v tom, že láva během výlevu zasáhne velké oblasti, ve kterých dochází ke vzniku lávových jezer, či se může rychle přemístit do oblasti poměrně vzdálených od místa erupce.
Lávové tabule se nacházejí na Zemi na Islandu, v oblastí Snake River Plain v Idahu, v Columbia River Plain ve státě Washington a ve východním Oregonu. K výlevnému vulkanismu dochází např. v oblasti Havajských ostrovů (sopky Kilauea, Mauna Loa). Mimo Zemi jsou známé štítové sopky na Venuši (Sif Mons) či Marsu (Ascraeus Mons, Arsia Mons, Olympus Mons – největší štítová sopka a hora v jednom v celé sluneční soustavě). V minulosti docházelo k výlevnému vulkanismu také na Měsíci a vznikla tak měsíční moře, či na povrchu Merkuru.